# Hakea sericea
Hakea sericea là một loài thực vật có hoa trong họ Quắn hoa. Loài này được Schrad. & J.C.Wendl. miêu tả khoa học đầu tiên năm 1797.